# Liste der Bodendenkmale in Jade (Gemeinde)
In der Liste der Bodendenkmale in Jade sind die Bodendenkmale der niedersächsischen Gemeinde Jade (Gemeinde) aufgeführt. Die Quelle ist der Denkmalatlas Niedersachsen.
- Bitte beachten Sie, dass diese Liste keinen Anspruch auf Vollständigkeit erhebt.
- Die Angaben ersetzen nicht die rechtsverbindliche Auskunft der zuständigen Denkmalschutzbehörde.
- Es sind nur Daten aus dem Denkmalatlas verarbeitet.
- Der Stand der Liste ist der 24. April 2025.

Jade im Landkreis Wesermarsch

## Allgemein
In den Spalten finden sich folgende Informationen des Bodendenkmales:
| Lage         | geographische Koordinaten                                                           |
| Bezeichnung  | Bezeichnung lt. Denkmalatlas                                                        |
| Beschreibung | Beschreibung lt. Denkmalatlas                                                       |
| ID           | Objekt-ID                                                                           |
| Bild         | Bild, ggf. zusätzlich mit Link zu weiteren Fotos im Medienarchiv Wikimedia Commons. |

## Rodenkirchen
| Lage                        | Bezeichnung        | Beschreibung | ID       | Bild |
| --------------------------- | ------------------ | --- | -------- | ---- |
| 53° 21′ 20″ N, 8° 11′ 59″ O | Jade 7, Deich      | Der älteste 1523 gelegte Jader Deich. - Teilstück ID: 32830245 - Teilstück ID: 32830444 - Teilstück ID: 32830473 | 28916662 | BW   |
| 53° 22′ 47″ N, 8° 14′ 31″ O | Jade 16, Deich     | | 28917383 | BW   |
| 53° 20′ 24″ N, 8° 14′ 20″ O | Jade 34, Kirchwurt | | 28916620 | BW   |